# Val-de-Saâne

Val-de-Saâne este o comună în departamentul Seine-Maritime, Franța. În 1 ianuarie 2022 avea o populație de 1.468 de locuitori.